# Monte Longu
Il Monte Longu è un rilievo sardo (173 m s.l.m.) che sorge nella provincia di Nuoro.

## Il colle
Il rilievo si colloca in un'area compresa fra comune di Posada e quello di Siniscola. La sua vetta raggiunge i 173 metri s.l.m.. ed è situato a circa 780 metri dalla costa e a 1 km dallo Stagno Longu.
Ai suoi piedi (verso nord) è presente la frazione Monte Longu (appartenente al comune di Posada) mentre sul versante sud è presente un insediamento abitativo appartenente al comune di Siniscola, più precisamente alla frazione di La Caletta.

## Morfologia
Il colle è caratterizzato dalla presenza di due cime (vedere foto): quella ovest, la più alta, che raggiunge appunto i 173 metri s.l.m., e quella est, alta 164 metri s.l.m., che possiede sulla sua sommità un ripetitore ed è raggiungibile tramite un piccolo sentiero sterrato che risale la montagna.

## Vegetazione
La vegetazione che ricopre Monte Longu è la classica macchia mediterranea presente nelle costa orientale della Sardegna, quindi Euforbia arborea  (Euphorbia dendroides), lentisco (Pistacia lentiscus), cisto marino (Cistus monspeliensis), cisto femmina (Cistus salviifolius), mirto (Myrtus communis), rosmarino (Rosmarinus officinalis), ginestra odorosa (Spartium junceum), pungitopo (Ruscus aculeatus) e caprifoglio mediterraneo (Lonicera implexa) sono specie vegetali qui presenti.

## Attualità

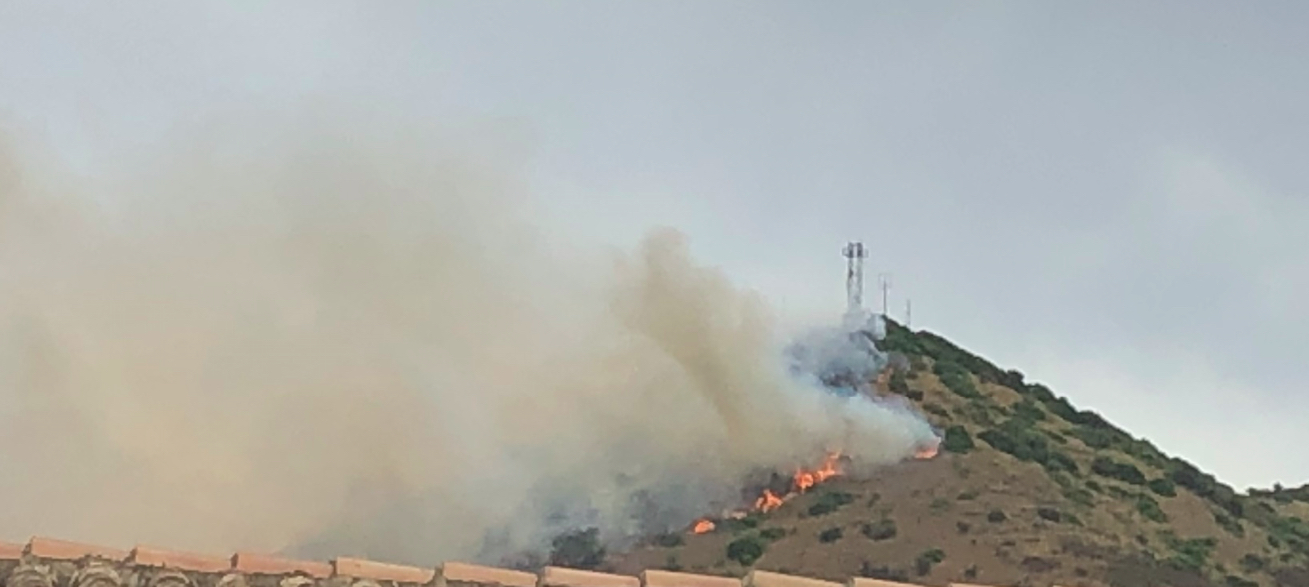
L'incendio

Il 13 agosto 2019, intorno alle 16:00, un grosso incendio ha colpito il versante est del monte causando ingenti danni alla vegetazione e mandando in cenere numerosi ettari di terreno.
Fortunatamente l'incendio si è fermato a qualche metro dalle abitazioni, grazie proprio al pronto intervento di vigili del fuoco, aerei Canadair ed elicotteri di soccorso, che sono riusciti a spegnere l'incendio in un paio d'ore.
Le cause dell'incendio sono tuttora sconosciute, non si sa se sia stata una persona, in maniera volontaria o no, oppure per cause naturali; in ogni caso è risaputo che in queste zone (e soprattutto in giornate ventose) gli incendi, che divampano in maniera veloce, sono molto frequenti.